# Pupa

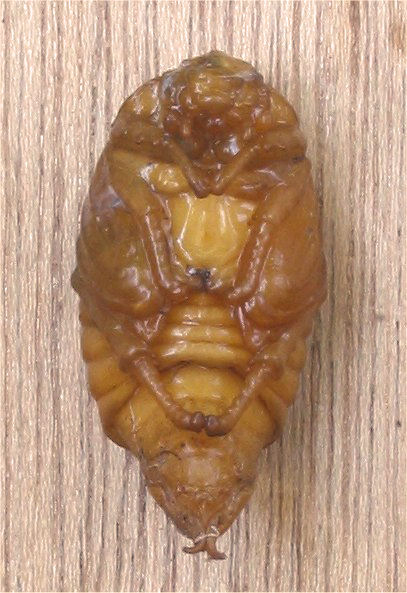
Pupa di Maggiolino

La pupa (più diffusamente denominata crisalide nel solo ambito dei Lepidotteri) è uno stadio che si manifesta nel corso dello sviluppo postembrionale degli insetti olometaboli e che precede lo stadio di adulto. Lo stadio di pupa è talvolta confuso con quello di ninfa, in realtà proprio delle metamorfosi incomplete, tuttavia gli Autori usano spesso l'aggettivo ninfale per fare riferimento anche alla pupa. 

## Generalità
La pupa deriva dall'ultima muta larvale. Essendo le larve degli olometaboli completamente differenti nella morfologia, nella dieta alimentare, nell'ambiente in cui vivono, il passaggio dallo stadio giovanile a quello adulto è alquanto impegnativo, perciò lo stadio di pupa si svolge in uno stato di quiescenza, talvolta protetto all'interno di involucri di varia natura.
La pupa si presenta abbastanza simile all'adulto perché vi si riconoscono gli elementi morfologici tipici dell'adulto (suddivisione in capo, torace e addome, presenza delle appendici quali le antenne, l'apparato boccale, le zampe, le ali). La profonda differenza risiede tuttavia nel modo in cui sono articolate le appendici e, soprattutto, nello stato di quiescenza della pupa, che perciò è immobile e non si nutre.

## Classificazioni morfologiche
La distinzione fondamentale è fra pupa exarata e obtecta. La pupa exarata ha le appendici libere rispetto al corpo in quanto singolarmente rivestite da una cuticola propria. La pupa obtecta ha invece le appendici evidenti ma saldate al corpo in quanto il tutto è rivestito da un'unica cuticola. Lo sfarfallamento dell'adulto provoca la distruzione in più frammenti dell'involucro pupale nel caso delle pupe exarate, mentre nelle pupe obtecte l'adulto fuoriesce da una sola apertura lasciando l'involucro pupale quasi integro.
Le pupe exarate si distinguono in dectiche e adectiche. La differenza consiste nell'articolazione delle mandibole: le pupe dectiche, tipiche degli olometaboli primitivi, hanno mandibole articolate che usano per praticare il foro di sfarfallamento nel bozzolo; le pupe adectiche hanno invece mandibole non articolate e, quindi, immobili.
Le pupe obtecte sono presenti in gran parte dei principali ordini di insetti olometaboli (Lepidotteri, Coleotteri e Imenotteri, oltre ai Ditteri Ortorrafi). La cuticola di queste pupe è piuttosto rigida e la fuoriuscita dell'adulto la lascia pressoché integra. Le mandibole non sono presenti oppure non sono articolate.

## Involucri di protezione
In base alla presenza o meno di un involucro di protezione le pupe si distinguono in anoiche, emioiche e evoiche.
Le pupe anoiche sono completamente prive di protezione. Si trovano libere nel substrato (ad esempio sotto la superficie del terreno) oppure fissate in vario modo a determinati supporti. Questo caso si riscontra spesso nelle crisalidi anoiche dei Lepidotteri: la crisalide è legata ad un supporto (es. lo stelo di una pianta) con un filo di seta che la cinge oppure è sospesa per mezzo di uncini (detti cremaster) ad un intreccio di fili sericei che avvolge il supporto.
Le pupe emioiche utilizzano l'exuvia dell'ultimo stadio larvale per proteggersi parzialmente.
Le pupe evoiche utilizzano dei rivestimenti protettivi veri e propri, che hanno il compito di preservare l'insetto dall'evaporazione. L'involucro, detto bozzolo, è costruito dalla larva utilizzando secreti di diversa natura, spesso la seta. Un involucro particolare è il pupario dei Ditteri Ciclorrafi: in questo caso l'involucro, della forma di un ellissoide, è prodotto da una trasformazione biochimica dell'exuvia dell'ultimo stadio larvale.

## Galleria d'immagini

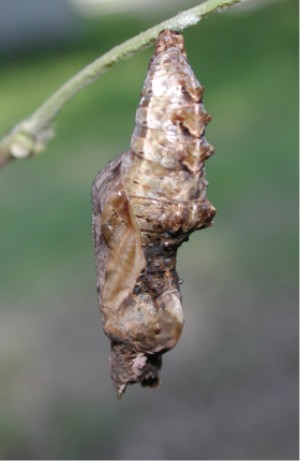
Crisalide suspensa di Agraulis vanillae
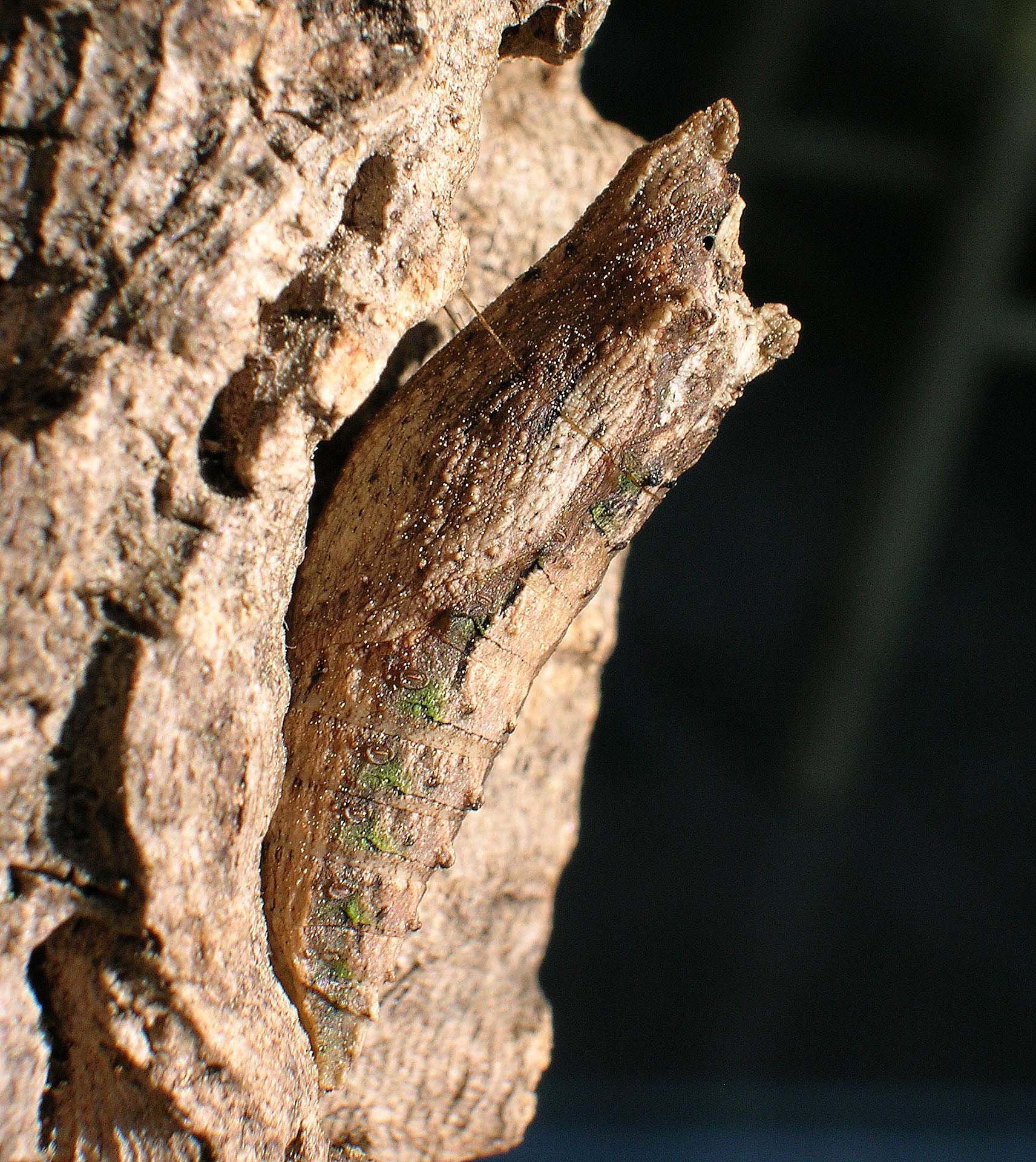
Crisalide cingulata di Papilio glaucus
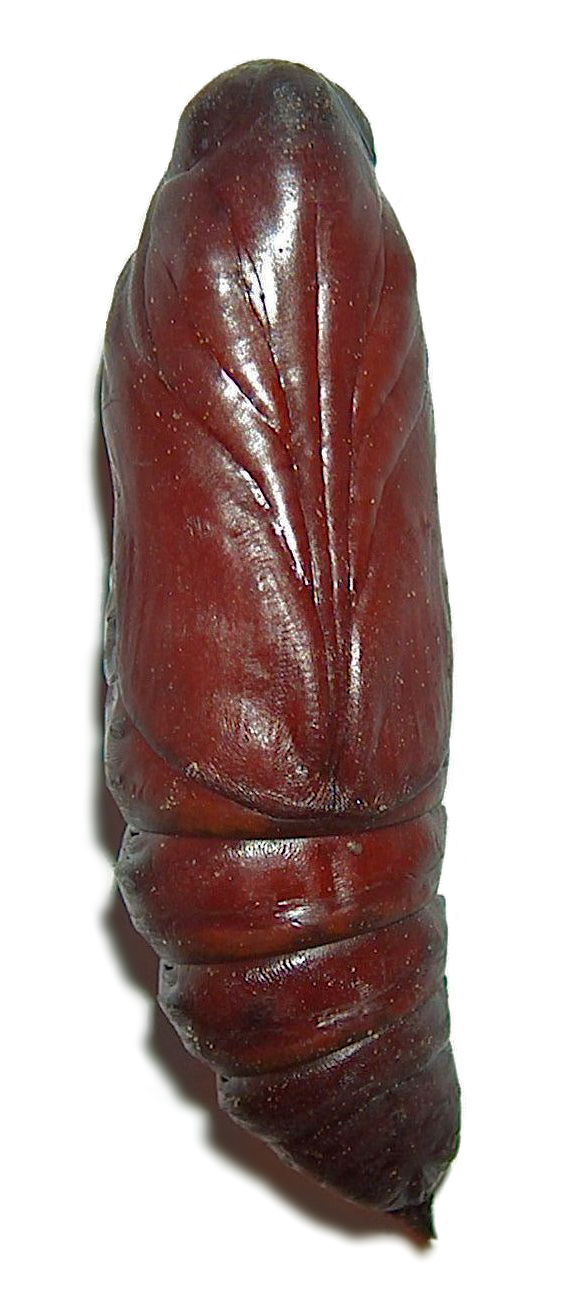
Crisalide anoica di Acherontia atropos
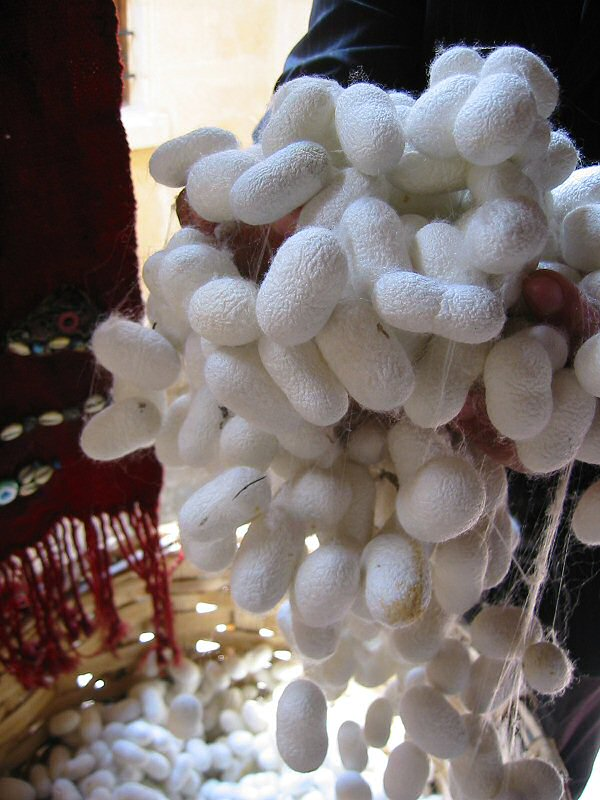
Bozzoli di Bombyx mori
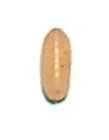
Pupario di Bactrocera oleae
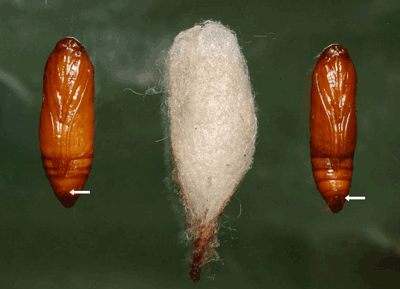
Bozzolo e crisalidi di Cactoblastis cactorum